# Gran Premio del Giappone 1994
Il Gran Premio del Giappone 1994 fu una gara di Formula 1, disputatasi il 6 novembre 1994 sul Circuito di Suzuka. Fu la quindicesima prova del mondiale 1994 e vide la vittoria di Damon Hill.

## Prima della gara
Franck Lagorce debutta in Ligier in quanto Éric Bernard si era rifiutato di tornare in Ligier dopo la partenza di Johnny Herbert. Il pilota francese non rinnova neanche il suo contratto con la Lotus, chiudendo così anticipatamente la sua avventura in F1; il team inglese lo sostituisce così con il pilota finlandese Mika Salo, che fa anch'egli il suo debutto nella massima serie.

## Qualifiche
| Pos                     | N  | Pilota                | Costruttore/Motore | Tempo    | Gap    |
| ----------------------- | -- | --------------------- | ------------------ | -------- | ------ |
| 1                       | 5  | Michael Schumacher    | Benetton-Ford      | 1:37.209 |        |
| 2                       | 0  | Damon Hill            | Williams-Renault   | 1:37.696 | +0.487 |
| 3                       | 30 | Heinz-Harald Frentzen | Sauber-Mercedes    | 1:37.742 | +0.533 |
| 4                       | 2  | Nigel Mansell         | Williams-Renault   | 1:37.768 | +0.559 |
| 5                       | 6  | Johnny Herbert        | Benetton-Ford      | 1:37.828 | +0.619 |
| 6                       | 15 | Eddie Irvine          | Jordan-Hart        | 1:37.880 | +0.671 |
| 7                       | 27 | Jean Alesi            | Ferrari            | 1:37.907 | +0.698 |
| 8                       | 7  | Mika Häkkinen         | McLaren-Peugeot    | 1:37.998 | +0.789 |
| 9                       | 8  | Martin Brundle        | McLaren-Peugeot    | 1:38.076 | +0.877 |
| 10                      | 14 | Rubens Barrichello    | Jordan-Hart        | 1:38.533 | +1.324 |
| 11                      | 28 | Gerhard Berger        | Ferrari            | 1:38.570 | +1.361 |
| 12                      | 10 | Gianni Morbidelli     | Footwork-Ford      | 1:39.030 | +1.821 |
| 13                      | 4  | Mark Blundell         | Tyrrell-Yamaha     | 1:39.266 | +2.057 |
| 14                      | 3  | Ukyo Katayama         | Tyrrell-Yamaha     | 1:39.462 | +2.253 |
| 15                      | 29 | Jyrki Järvilehto      | Sauber-Mercedes    | 1:39.483 | +2.274 |
| 16                      | 23 | Pierluigi Martini     | Minardi-Ford       | 1:39.548 | +2.339 |
| 17                      | 12 | Alessandro Zanardi    | Lotus-Mugen-Honda  | 1:39.721 | +2.512 |
| 18                      | 9  | Christian Fittipaldi  | Arrows-Ford        | 1:39.868 | +2.659 |
| 19                      | 26 | Olivier Panis         | Ligier-Renault     | 1:40.042 | +2.833 |
| 20                      | 25 | Franck Lagorce        | Ligier-Renault     | 1:40.577 | +3.368 |
| 21                      | 24 | Michele Alboreto      | Minardi-Ford       | 1:40.652 | +3.443 |
| 22                      | 20 | Érik Comas            | Larrousse-Ford     | 1:40.978 | +3.769 |
| 23                      | 19 | Hideki Noda           | Larrousse-Ford     | 1:40.990 | +3.781 |
| 24                      | 31 | David Brabham         | Simtek-Ford        | 1:41.659 | +4.450 |
| 25                      | 11 | Mika Salo             | Lotus-Mugen-Honda  | 1:41.805 | +4.596 |
| 26                      | 32 | Taki Inoue            | Simtek-Ford        | 1:45.004 | +7.795 |
| Vetture non qualificate |    |                       |                    |          |        |
| NQ                      | 34 | Bertrand Gachot       | Pacific-Ilmor      | 1:46.374 | +9.165 |
| NQ                      | 33 | Paul Belmondo         | Pacific-Ilmor      | 1:46.629 | +9.420 |

## Gara
La gara comincia sotto una pioggia d'intensità crescente. Al via la Larousse di Noda e la Sauber di Lehto abbandonano la corsa per problemi tecnici. Dopo quattro giri la Tyrrell di Katayama finisce contro il muretto box: l'incidente sembra serio ma, fortunatamente, il nipponico se la caverà con una semplice contusione alla gamba. All’uscita di Inoue tocca alla Benetton di Herbert andare a sbattere: gara finita, ma la dea bendata grazia anche il britannico. Nel frattempo però la pioggia diventa un diluvio e tra la direzione corsa serpeggia l'idea di esporre la bandiera rossa.
Al 10º giro avviene un tamponamento tra Martini e Lagorce; Alboreto, nel tentativo di evitarli, finisce nell'erba e saluta la compagnia. Anche Berger abbandona la contesa al 10º giro a causa di un problema all'impianto elettrico della sua Ferrari, danneggiato dalle condizioni atmosferiche. Ancor più grave è l'incidente che capita tre tornate dopo: Morbidelli finisce contro le barriere con la sua Footwork, cinque commissari spingono la vettura per rimuoverla e la McLaren di Brundle piomba su di loro e fracassa la gamba ad uno degli inservienti. La gara viene quindi sospesa e divisa in due manche: la classifica finale del GP sarà decisa dalla somma di tempi.
Quando la corsa riprende, Hill è al comando e vi rimane fino al giro 35, quando si ferma ai box. Il britannico ha puntato su una strategia che prevede un'unica sosta, mentre Schumacher va a rifornire due volte, rientrando dopo il secondo pit a 14 secondi dal rivale. Negli ultimi giri il tedesco prova a spingere, ma Hill non commette errori e porta a casa il successo, riducendo da 5 ad 1 solo punto lo svantaggio, ad una gara dalla fine. Terzo finisce Alesi, che vince il duello per il gradino più basso del podio con il quarantunenne Mansell.
| Pos | N. | Pilota                | Costruttore/Motore | Giri | Tempo/Ritiro             | Griglia | Punti |
| --- | -- | --------------------- | ------------------ | ---- | ------------------------ | ------- | ----- |
| 1   | 0  | Damon Hill            | Williams-Renault   | 50   | 1:55:53.532              | 2       | 10    |
| 2   | 5  | Michael Schumacher    | Benetton-Ford      | 50   | +3.365                   | 1       | 6     |
| 3   | 27 | Jean Alesi            | Ferrari            | 50   | +52.045                  | 7       | 4     |
| 4   | 2  | Nigel Mansell         | Williams-Renault   | 50   | +56.074                  | 4       | 3     |
| 5   | 15 | Eddie Irvine          | Jordan-Hart        | 50   | +1:42.107                | 6       | 2     |
| 6   | 30 | Heinz-Harald Frentzen | Sauber-Mercedes    | 50   | +1:59.863                | 3       | 1     |
| 7   | 7  | Mika Häkkinen         | McLaren-Peugeot    | 50   | +2:02.985                | 8       |       |
| 8   | 9  | Christian Fittipaldi  | Footwork-Ford      | 49   | +1 Giro                  | 18      |       |
| 9   | 20 | Érik Comas            | Larrousse-Ford     | 49   | +1 Giro                  | 22      |       |
| 10  | 11 | Mika Salo             | Lotus-Mugen-Honda  | 49   | +1 Giro                  | 25      |       |
| 11  | 26 | Olivier Panis         | Ligier-Renault     | 49   | +1 Giro                  | 19      |       |
| 12  | 31 | David Brabham         | Simtek-Ford        | 48   | +2 Giri                  | 24      |       |
| 13  | 12 | Alessandro Zanardi    | Lotus-Mugen-Honda  | 48   | +2 Giri                  | 17      |       |
| Rit | 4  | Mark Blundell         | Tyrrell-Yamaha     | 26   | Motore                   | 13      |       |
| Rit | 14 | Rubens Barrichello    | Jordan-Hart        | 16   | Cambio                   | 10      |       |
| Rit | 8  | Martin Brundle        | McLaren-Peugeot    | 13   | Incidente                | 9       |       |
| Rit | 10 | Gianni Morbidelli     | Footwork-Ford      | 13   | Incidente                | 12      |       |
| Rit | 28 | Gerhard Berger        | Ferrari            | 10   | Accensione               | 11      |       |
| Rit | 25 | Franck Lagorce        | Ligier-Renault     | 10   | Collisione con P.Martini | 20      |       |
| Rit | 23 | Pierluigi Martini     | Minardi-Ford       | 10   | Collisione con F.Lagorce | 16      |       |
| Rit | 24 | Michele Alboreto      | Minardi-Ford       | 10   | Testacoda                | 21      |       |
| Rit | 6  | Johnny Herbert        | Benetton-Ford      | 3    | Incidente                | 5       |       |
| Rit | 3  | Ukyo Katayama         | Tyrrell-Yamaha     | 3    | Incidente                | 14      |       |
| Rit | 32 | Taki Inoue            | Simtek-Ford        | 3    | Incidente                | 26      |       |
| Rit | 29 | Jyrki Järvilehto      | Sauber-Mercedes    | 0    | Motore                   | 15      |       |
| Rit | 19 | Hideki Noda           | Larrousse-Ford     | 0    | Testacoda                | 23      |       |
| NQ  | 34 | Bertrand Gachot       | Pacific-Ilmor      |      |                          |         |       |
| NQ  | 33 | Paul Belmondo         | Pacific-Ilmor      |      |                          |         |       |

## Classifiche

### Piloti
| Pos | Pilota                | Punti |
| --- | --------------------- | ----- |
| 1   | Michael Schumacher    | 92    |
| 2   | Damon Hill            | 91    |
| 3   | Gerhard Berger        | 35    |
| 4   | Mika Häkkinen         | 26    |
| 5   | Jean Alesi            | 23    |
| 6   | Rubens Barrichello    | 16    |
| 7   | David Coulthard       | 14    |
| 8   | Martin Brundle        | 12    |
| 9   | Jos Verstappen        | 10    |
| 10  | Mark Blundell         | 8     |
| 11  | Olivier Panis         | 7     |
| =   | Heinz Harald Frentzen | 7     |
| 13  | Nicola Larini         | 6     |
| =   | Christian Fittipaldi  | 6     |
| =   | Eddie Irvine          | 6     |
| 16  | Ukyo Katayama         | 5     |
| 17  | Karl Wendlinger       | 4     |
| =   | Andrea De Cesaris     | 4     |
| =   | Pierluigi Martini     | 4     |
| =   | Éric Bernard          | 4     |
| 21  | Nigel Mansell         | 3     |
| =   | Gianni Morbidelli     | 3     |
| 23  | Érik Comas            | 2     |
| 24  | Michele Alboreto      | 1     |
| =   | JJ Lehto              | 1     |

### Costruttori
| Pos | Team      | Punti |
| --- | --------- | ----- |
| 1   | Williams  | 108   |
| 2   | Benetton  | 103   |
| 3   | Ferrari   | 64    |
| 4   | McLaren   | 38    |
| 5   | Jordan    | 25    |
| 6   | Tyrrell   | 13    |
| 7   | Sauber    | 12    |
| 8   | Ligier    | 11    |
| 9   | Footwork  | 9     |
| 10  | Minardi   | 5     |
| 11  | Larrousse | 2     |